# Alberto Favara
Alberto Favara (Salemi, 1º marzo 1863 – Palermo, 29 settembre 1923) è stato un etnomusicologo e compositore italiano.

## Biografia
Studiò al conservatorio di musica di Palermo.
Fu attratto soprattutto dalla storia della musica, non come narrazione di vicende musicali, ma come giudizio critico di studi e opere. Da questa base partì più tardi il suo interesse per la musica popolare. 
Nel 1881 si trasferì a Milano per perfezionare gli studi.
Nel 1883 partecipò a un concorso, bandito dalla Casa Sonzogno, per la composizione delle musiche dell'opera in un atto Marcellina di Leopoldo Marenco.
L'opera fu premiata e rappresentata l'anno seguente al Teatro Dal Verme. 
Nel 1891 sposò Nina Lo Presti.
Nel 1893, in seguito a una grave crisi finanziaria della sua famiglia, si dedicò alla carriera musicale e nel 1895 iniziò la carriera di docente al Conservatorio di Palermo.
Continuò parallelamente i suoi studi musicali e l'attività artistica.
Nel 1907 pubblicò un'antologia di canti dal titolo Canti della terra e del mare di Sicilia, seguiti nel 1921 da una seconda raccolta di Canti popolari siciliani.
Oltre all'opera in tre atti Urania, rappresentata con Francesco Merli al Teatro alla Scala di Milano nel 1918, il Favara compose vari pezzi di musica sinfonica, vocale e cameristica, tra i quali: Cantata eroica, Sogno in Val d'Enna, il poema sinfonico Primavera ed il preludio Sogno nel bosco. Musicisti e studiosi del nostro secolo hanno diffuso la sua opera di ricercatore del folklore siciliano. Fra questi il compositore palermitano Andrea Ferrante che, attraverso l'Associazione Siciliana di Ricerca Etnomusicale "Alberto Favara" si è occupato di recuperare la purezza e la liricità del canto popolare siciliano così come raccolto dal Favara nel Corpus di Musiche popolari Siciliane. O come bene esprime il compositore pure palermitano Federico Incardona: "[...] è occorso di registrare con sgomento fortissime quanto inconsce similitudini tra gruppi intervallari ossessivamente preferiti nella propria abitudine compositiva e nuclei melodici letti nel corso di casuali esplorazioni delle raccolte di Alberto Favara; sino alla presa di coscienza che [...] la civiltà di questa terra abbia lasciato nei codici genetici di chi le appartiene, tracce incancellabili."